# آزمایش (فیلم ۱۹۹۵)
آزمایش (به هندی: Aazmayish) فیلمی محصول سال ۱۹۹۵ و به کارگردانی ساچین است. در این فیلم بازیگرانی همچون درمندرا، روهیت کومار، آنجالی لاتار، پریم چوپرا، آشوک سراف، موهنیش باهل ایفای نقش کرده‌اند.